# Crocidura luna
Crocidura luna — вид ссавців родини Soricidae. Зустрічається в Анголі, Бурунді, Демократичній Республіці Конго, Кенії, Малаві, Мозамбіку, Руанді, Танзанії, Уганді, Замбії та Зімбабве. Його природне місце проживання — субтропічні або тропічні вологі гірські ліси.